# BPG (文件格式)
BPG格式，全稱（更好的可攜式圖像），它是一個聲稱比現時最流行的JPEG壓縮格式更優秀的圖像壓縮方案，由法國的程式設計師法布里斯·貝拉（Fabrice Bellard）於2014年创建。他将影像編碼格式中的技術運用到了圖像編碼，以達至更理想的壓縮比率，而不同于JPEG為提高壓縮比而犧牲畫質的方式。该影像編碼格式基於高效率视频编码（HEVC）的幀內編碼技術改良而成。

## HEVC與BPG的關係
HEVC全稱，意为「高效率视频编码」。BPG的容器格式旨在更符合一个通用图像格式，而非HEVC中使用的原始比特流格式（通常放在其他容器格式中使用，例如MP4文件格式）。

## 專利
BPG由於採用了部分HEVC技術，因此相信亦包含了部分HEVC持有的專利；基於這個技術上的門檻，LWN.net認為BPG很難取代JPEG的地位。

## 參看
- JPEG - H.265[2]

## 外部連結
- BPG Home Site（页面存档备份，存于）
- BPG Specification（页面存档备份，存于）
- GitHub上的簡單BPG瀏覽器（页面存档备份，存于）
- BPG Viewer（页面存档备份，存于）